# Michelle Manes
Michelle Ann Manes () é uma matemática estadunidense, cujos interesses de pesquisa abrangem os campos da teoria dos números, geometria algébrica e sistemas dinâmicos. É professora de matemática na Universidade do Havaí em Manoa, e foi diretora do programa de álgebra e teoria dos números na Fundação Nacional da Ciência.

## Formação e carreira
Manes se formou na Universidade da Califórnia em Berkeley em 1991, e obteve um mestrado em educação de surdos na Universidade de Boston em 1993, com concentração em educação matemática. Trabalhou em várias funções na área de Boston como educadora matemática de 1993 a 2003, quando retornou aos estudos de pós-graduação. Completou um segundo mestrado em matemática em 2004 e um Ph.D. em 2007 na Universidade Brown, com a tese Arithmetic dynamics of rational maps, orientada por Joseph Hillel Silverman. Após uma posição de curto prazo na Universidade do Sul da Califórnia, juntou-se ao corpo docente da Universidade do Havaí em 2008.
Continuando seu interesse em educação matemática, Manes co-fundou o Math Teachers' Circle of Hawai'i (MaTCH) em 2010.

## Reconhecimento
Em 2015 ganhou o Golden Section Award for Distinguished College or University Teaching of Mathematics da Mathematical Association of America, e em 2017 ganhou a Regents' Medal for Excellence in Teaching da Universidade do Havaí.
Também em 2017 a Association for Women in Mathematics deu-lhe o seu Service Award. Manes foi nomeada AWM Fellow na classe de 2020 pela Association for Women in Mathematics, por "apoiar carreiras de pesquisa para mulheres em matemática por meio da liderança na WIN Network e AWM Advance Committees para permitir a formação de redes de pesquisa para mulheres em muitas áreas da matemática".